# Dolní Nivy
Dolní Nivy (en allemand : Unter Neugrün) est une commune du district de Sokolov, dans la région de Karlovy Vary, en Tchéquie. Sa population s'élevait à 361 habitants en 2020.

## Géographie
Dolní Nivy se trouve à 8 km au nord-nord-ouest de Sokolov, à 17 km à l'ouest de Karlovy Vary et à 130 km à l’ouest-nord-ouest de Prague.
La commune est limitée par Jindřichovice au nord, par Vřesová et Vintířov à l'est, par Lomnice au sud, et par Josefov, Krajková et Oloví à l'ouest.

## Histoire
La première mention écrite de la localité date de 1353.